# Kendrell Bell
Kendrell Alexander Bell (más conocido como Kendrell Bell, Augusta, 2 de julio de 1978) es un exjugador estadounidense de fútbol americano que ocupa la posición de linebacker en los Pittsburgh Steelers y Kansas City Chiefs de la Liga Nacional de Fútbol —en inglés: National Football League—. 

## Carrera
Bell jugó fútbol americano universitario en la Universidad de Georgia, mientras que su carrera profesional la inicia en 2001 cuando es reclutado por los Pittsburgh Steelers en la posición 39.ª de la segunda ronda del Draft de la NFL de 2001; Debutó en el tercer juego de la temporada 2001 cuando los Pittsburgh Steelers enfrentaron a los Cincinnati Bengals. Desde la temporada 2005 militó en los Kansas City Chiefs hasta finalizar su carrera en 2007.
En el año 2001 fue premiado como AP NFL Defensive Rookie of the Year y Steeler Rookie of the Year.

### Estadísticas

#### Temporada regular
|                                    |      |    |            |        |        |   |     |           | Sacks y Tackle | Sacks y Tackle | Sacks y Tackle | Intercepciones defensivas | Intercepciones defensivas | Intercepciones defensivas |
| Rk                                 | Año  | #  | Fecha      | Edad   | Equipo |   | Opp | Resultado | Sk             | Tkl            | Ast            | Int                       | Yds                       | TD                        |
| ---------------------------------- | ---- | -- | ---------- | ------ | ------ | - | --- | --------- | -------------- | -------------- | -------------- | ------------------------- | ------------------------- | ------------------------- |
| 1                                  | 2001 | 3  | 7-10-2001  | 23-097 | PIT    |   | CIN | T 16-7    | 1.0            | 0              | 0              | 0                         | 0                         | 0                         |
| 2                                  | 2001 | 4  | 14-10-2001 | 23-104 | PIT    | @ | KAN | T 20-17   | 2.0            | 0              | 0              | 0                         | 0                         | 0                         |
| 3                                  | 2001 | 6  | 29-10-2001 | 23-119 | PIT    |   | TEN | T 34-7    | 1.0            | 0              | 0              | 0                         | 0                         | 0                         |
| 4                                  | 2001 | 8  | 11-11-2001 | 23-132 | PIT    | @ | CLE | T 15-12   | 1.0            | 0              | 0              | 0                         | 0                         | 0                         |
| 5                                  | 2001 | 9  | 18-11-2001 | 23-139 | PIT    |   | JAX | T 20-7    | 2.0            | 0              | 0              | 0                         | 0                         | 0                         |
| 6                                  | 2001 | 16 | 6-01-2002  | 23-188 | PIT    |   | CLE | T 28-7    | 2.0            | 0              | 0              | 0                         | 0                         | 0                         |
|                                    |      |    |            |        |        |   |     |           |                |                |                |                           |                           |                           |
| 7                                  | 2002 | 12 | 1-12-2002  | 24-152 | PIT    | @ | JAX | T 25-23   | 2.0            | 0              | 0              | 0                         | 0                         | 0                         |
| 8                                  | 2002 | 13 | 8-12-2002  | 24-159 | PIT    |   | HOU | D 6-24    | 1.0            | 0              | 0              | 0                         | 0                         | 0                         |
| 9                                  | 2002 | 14 | 15-12-2002 | 24-166 | PIT    |   | CAR | T 30-14   | 1.0            | 0              | 0              | 0                         | 0                         | 0                         |
|                                    |      |    |            |        |        |   |     |           |                |                |                |                           |                           |                           |
| 10                                 | 2003 | 1  | 7-09-2003  | 25-067 | PIT    |   | BAL | T 34-15   | 0.0            | 0              | 0              | 1                         | 42                        | 0                         |
| 11                                 | 2003 | 3  | 21-09-2003 | 25-081 | PIT    | @ | CIN | T 17-10   | 2.0            | 0              | 0              | 0                         | 0                         | 0                         |
| 12                                 | 2003 | 8  | 2-11-2003  | 25-123 | PIT    | @ | SEA | D 16-23   | 1.0            | 0              | 0              | 0                         | 0                         | 0                         |
| 13                                 | 2003 | 16 | 28-12-2003 | 25-179 | PIT    | @ | BAL | D 10-13   | 2.0            | 0              | 0              | 0                         | 0                         | 0                         |
|                                    |      |    |            |        |        |   |     |           |                |                |                |                           |                           |                           |
| 14                                 | 2005 | 6  | 21-10-2005 | 27-111 | KAN    | @ | MIA | T 30-20   | 0.5            | 0              | 0              | 0                         | 0                         | 0                         |
| 15                                 | 2005 | 11 | 27-11-2005 | 27-148 | KAN    |   | NWE | T 26-16   | 1.0            | 0              | 0              | 0                         | 0                         | 0                         |
|                                    |      |    |            |        |        |   |     |           |                |                |                |                           |                           |                           |
| 16                                 | 2006 | 4  | 8-10-2006  | 28-098 | KAN    | @ | ARI | T 23-20   | 1.0            | 0              | 0              | 0                         | 0                         | 0                         |
|                                    |      |    | 16 juegos  |        |        |   |     |           | 20.5           | 0              | 0              | 1                         | 42                        | 0                         |
| Fuente: Pro-football-reference.com |      |    |            |        |        |   |     |           |                |                |                |                           |                           |                           |

#### Eliminación directa(Playoffs)
|                                    |      |    |            |        |        |   |     |           | Sacks y Tackles | Sacks y Tackles | Sacks y Tackles |
| Rk                                 | Año  | #  | Fecha      | Edad   | Equipo |   | Opp | Resultado | Sk              | Tkl             | Ast             |
| ---------------------------------- | ---- | -- | ---------- | ------ | ------ | - | --- | --------- | --------------- | --------------- | --------------- |
| 1                                  | 2001 | 17 | 20-01-2002 | 23-202 | PIT    |   | BAL | W 27-10   | 0.0             | 0               | 0               |
| 2                                  | 2001 | 18 | 27-01-2002 | 23-209 | PIT    |   | NWE | L 17-24   | 1.0             | 0               | 0               |
|                                    |      |    |            |        |        |   |     |           |                 |                 |                 |
| 3                                  | 2002 | 18 | 11-01-2003 | 24-193 | PIT    | @ | TEN | L 31-34   | 0.0             | 0               | 0               |
|                                    |      |    | 3 juegos   |        |        |   |     |           | 1.0             | 0               | 0               |
| Fuente: Pro-football-reference.com |      |    |            |        |        |   |     |           |                 |                 |                 |